# Peter Žiga
Peter Žiga (* 27. července 1972 Košice) je slovenský politik, od října 2023 místopředseda Národní rady Slovenské republiky.

## Životopis
V letech 1990 až 1995 vystudoval Ekonomickou univerzitu v Bratislavě. V letech 2012 až 2016 působil jako ministr životního prostředí Slovenské republiky za stranu SMER – sociálna demokracia ve druhé vládě Roberta Fica. Mezi lety 2016 a 2020 zastával funkci ministra hospodářství ve třetí vládě Roberta Fica a vládě Petera Pellegriniho.
V červnu 2020 byl mezi prvními, kteří se přihlásili k Pellegriniho straně HLAS – sociálna demokracia. V prosinci 2020 byl obviněn z úplatkářství.
V říjnu 2023 byl zvolen místopředsedou Národní rady Slovenské republiky. Po zániku mandátu předsedy parlamentu Pellegriniho, v důsledku zvolení za prezidenta republiky, byl v dubnu 2024 pověřen výkonem pravomocí předsedy do zvolení nové hlavy zákonodárného sboru. Kvůli rozepřím mezi poslanci vládní koalice ve funkci zastupujícího předsedy setrval řadu měsíců, až do zvolení Richarda Rašiho v březnu 2025. V červnu 2025 byl zvolen členem předsednictva HLASu-SD.